# علي المختار
علي حسين المختار مواليد 6 يوليو 1983 في ، السعودية، هو لاعب كرة قدم سعودي يلعب حالياً في نادي قرية العليا.
لعب سابقاً في نادي السلام ونادي القادسية ونادي الصفا ونادي الترجي ونادي النعيرية.

## روابط خارجية
- علي المختار على موقع Soccerway.com (الإنجليزية)
- علي المختار على موقع كووورة